# Sverdrup-Nunatakker
Die Sverdrup-Nunatakker sind eine Reihe 1800 m hoher Nunatakker im südöstlichen Palmerland auf der Antarktischen Halbinsel. Sie ragen in westnordwest-ostsüdöstlicher Ausrichtung im nordwestlichen Teil der Carey Range auf.
Der United States Geological Survey kartierte sie anhand von Luftaufnahmen der United States Navy aus den Jahren von 1966 bis 1969. Das Advisory Committee on Antarctic Names benannte sie 1978 nach dem norwegischen Ozeanographen Ozeanograph Harald Ulrik Sverdrup (1888–1957), Leiter der Scripps Institution of Oceanography von 1936 bis 1948, Direktor des Norsk Polarinstitutt von 1948 bis 1957 und Vorsitzender des norwegischen Komitees der Norwegisch-Britisch-Schwedischen Antarktisexpedition (1949–1952).